# 春迈

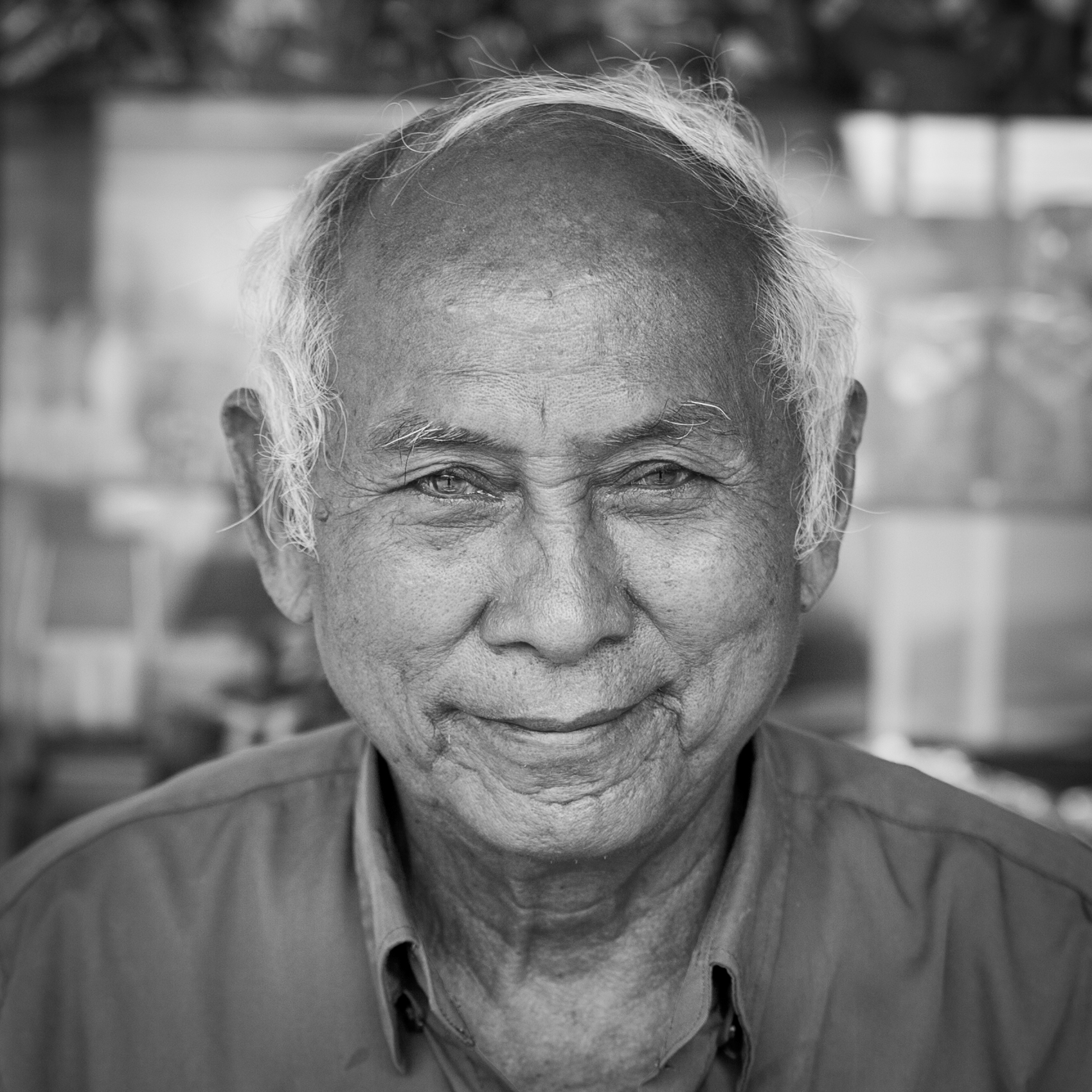
春迈

春迈（约1930年—），又译准·梅，是一名在柬埔寨红色高棉大屠杀中的著名受害者。
春迈于1977年初被关入S-21集中营。在这个集中营中，春迈经历了两年的折磨，害怕会死在里面。但因为想念怀孕的妻子和尚未出生的孩子而最后支持了下去。S-21集中营中曾先后关押了两万人，最后只有十二人幸存，春迈就是其中一名。他因为擅长于机器修理而幸存。
越南入侵柬埔寨之后，红色高棉的看守将他们押解转移到其他省。途中他与妻子重逢，并见到了他被关押不久后就出生的年轻的儿子。两天之后，他与狱友来到了孤立的村落。次日，看守命令他们进入稻田中，后来突然用AK-47向他们开火。春迈的妻子和儿子都中枪身亡，妻子在临终前叫他快跑，最后他逃脱了。
2003年，春迈和另一名受害者万纳的故事出现在潘礼德的S-21：红色高棉杀人机器中，讲述在S-21中发生的故事、2009年，他在柬埔寨法院特别法庭审判红色高棉领导人时出庭，举证红色高棉的种种罪行。